# Алі Карімі (1994)
Алі Карімі (перс. علی کریمی, нар. 11 лютого 1994, Ісфаган) — іранський футболіст, півзахисник клубу «Кайсеріспор».
Виступав, зокрема, за клуби «Сепахан» та «Естеглал», а також молодіжну збірну Ірану.

## Клубна кар'єра
У дорослому футболі дебютував 2012 року виступами за команду клубу «Сепахан», в якій провів чотири сезони, взявши участь у 65 матчах чемпіонату. 
Своєю грою за цю команду привернув увагу представників тренерського штабу клубу «Динамо» (Загреб), до складу якого приєднався 2016 року. Відіграв за «динамівців» наступний сезон своєї ігрової кар'єри.
Протягом 2017 року на правах оренди захищав кольори команди клубу «Локомотива», після чого повернувся до загребського «Динамо».

## Виступи за збірну
На молодіжному рівні зіграв у 14 офіційних матчах за молодіжну збірну Ірану, забив 4 голи.

## Титули і досягнення
- Володар Кубка Ірану (1):

«Сепахан»: 2012-13
- Чемпіон Ірану (1):

«Сепахан»: 2014-15